# Sport-Club Freiburg (femminile)
Lo Sport-Club Freiburg, o Friburgo, è la sezione femminile dello Sport-Club Freiburg, club calcistico tedesco di Friburgo in Brisgovia. Milita nella Frauen-Bundesliga, massima serie del campionato tedesco.

## Storia
La squadra di calcio femminile viene fondata nel 1975, quando l'intera rosa del SpVgg Freiburg-Wiehre si trasferisce allo Sport-Club Freiburg. Negli anni seguenti la squadra riesce a vincere per cinque volte il campionato Verbandsliga Südbaden. Nel 1985 una parte della squadra si ritrasferì al SpVgg Freiburg-Wiehre, formazione che sei anni più tardi è tra le possibili candidate alla promozione e tenta di accedere, senza riuscirci, al primo livello del campionato tedesco appena riformato, la Frauen-Bundesliga. La formazione viene sciolta e le calciatrici ritornano quindi allo SC Friburgo, che nel 1991 gioca in Verbandsliga Südbaden, l'allora terzo livello del campionato tedesco. Grazie alla caratura tecnica dell'organico la squadra scala velocemente le classifiche accedendo al campionato regionale di Oberliga Baden-Württemberg, vincendolo nelle stagioni 1996-97 e 1997-98, tentando l'avventura per la prima volta nella sua storia in Frauen-Bundesliga, nella stagione 1998-99. Il campionato si rivela però ostico e la squadra non riesce ad essere competitiva, raggiungendo solamente l'undicesima posizione che la costringe alla retrocessione a fine stagione.

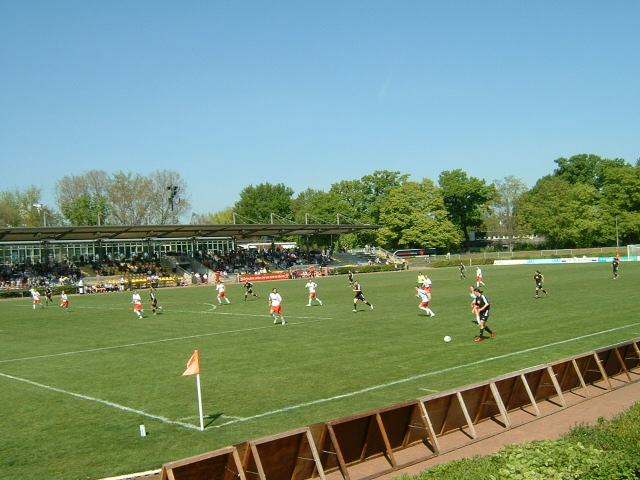
Il Friburgo nella partita con il 1. FFC Francoforte del 22 aprile 2007.

Ritornata in Oberliga Baden-Württemberg, nella stagione conquista subito il primo posto in classifica, ma è nella stagione successiva, quella che vede una nuova riforma della struttura del campionato, che la squadra iscritta alla Regionalliga Süd (secondo livello) guadagna nuovamente la promozione in Frauen-Bundesliga al termine della stagione 2000-01, livello che manterrà quasi ininterrottamente fino al campionato 2015-16, con la sola eccezione della stagione 2010-11 (2. Frauen-Bundesliga).
Negli anni della sua attività, la squadra ha ottenuto come migliore prestazione in campionato la terza posizione, ottenuta nella stagione 2017-2018, raggiungendo per la prima volta la finale di Coppa di Germania nella stagione 2018-2019, persa poi con le avversarie del Wolfsburg per 1-0.
Ha inoltre avuto tra le sue file numerose atlete che hanno giocato nelle Nazionali tedesche, sia a livello giovanile che in quella maggiore, ed estere, tra le quali Melanie Behringer, campione del mondo a Cina 2007 e d'Europa a Finlandia 2009 e Svezia 2013.

## Allenatori
- Michael Bellert (1999-2003)
- Michael Bellert (2003-2005)
- Thomas Reger (2005-ottobre 2007)
- Thomas Schweizer (novembre-dicembre 2007)
- Alexander Fischinger (gennaio-6 settembre 2008)
- Michael Haas (6-21 settembre 2008)
- Günter Rommel (settembre 2008-novembre 2009)
- Edgar Beck (novembre 2009-giugno 2010)
- Milorad Pilipovic (luglio 2010-giugno 2013)
- Dietmar Sehrig (luglio 2013-giugno 2015)
- Jens Scheuer (2015-2019)
- Daniel Kraus (2019-2022)
- Theresa Merk (2022-2024)

## Palmarès
- Campionato tedesco di seconda divisione: 1

2010-2011
- Regionalliga Süd: 1

2000-2001
- Fußball-Oberliga Baden-Württemberg

1996-1997, 1997-1998, 1999-2000,

## Organico

### Rosa 2022-2023
Rosa, ruoli e numeri di maglia come da sito ufficiale e sito della Federcalcio tedesca (DFB), aggiornati al 15 dicembre 2022.
| N. |                     | Ruolo | Calciatrice       |
| -- | ------------------- | ----- | ----------------- |
| 1  | Germania (bandiera) | P     | Lena Nuding       |
| 2  | Germania (bandiera) | D     | Lisa Karl         |
| 3  | Germania (bandiera) | D     | Alina Axtmann     |
| 4  | Germania (bandiera) | C     | Meret Felde       |
| 5  | Germania (bandiera) | D     | Kim Fellhauer     |
| 7  | Germania (bandiera) | C     | Chiara Bouziane   |
| 8  | Germania (bandiera) | C     | Selina Vobian     |
| 9  | Germania (bandiera) | C     | Janina Minge      |
| 10 | Svizzera (bandiera) | C     | Riola Xhemaili    |
| 11 | Germania (bandiera) | A     | Hasret Kayikçi    |
| 12 | Germania (bandiera) | P     | Rafaela Borggräfe |
| 13 | Germania (bandiera) | D     | Judith Steinert   |
| 16 | Germania (bandiera) | D     | Greta Stegemann   |
| 17 | Svizzera (bandiera) | A     | Svenja Fölmli     |

| N. |                       | Ruolo | Calciatrice         |
| -- | --------------------- | ----- | ------------------- |
| 18 | Austria (bandiera)    | A     | Lisa Kolb           |
| 19 | Germania (bandiera)   | D     | Jobina Lahr         |
| 20 | Slovacchia (bandiera) | D     | Jana Vojteková      |
| 21 | Germania (bandiera)   | D     | Samantha Steuerwald |
| 22 | Germania (bandiera)   | D     | Luisa Wensing       |
| 23 | Germania (bandiera)   | C     | Marie Müller        |
| 24 | Germania (bandiera)   | A     | Melina Reuter       |
| 25 | Germania (bandiera)   | D     | Victoria Ezebinyuo  |
| 27 | Germania (bandiera)   | A     | Giovanna Hoffmann   |
| 28 | Germania (bandiera)   | A     | Cora Zicai          |
| 30 | Germania (bandiera)   | C     | Alina Bantle        |
| 31 | Germania (bandiera)   | C     | Mia Büchele         |
| 32 | Germania (bandiera)   | P     | Jule Baum           |

### Staff tecnico
- Jens Scheuer - Allenatore
- André Olveira - Allenatore in seconda
- Willi Waibel - Allenatore in seconda
- Elke Walther - Preparatore dei portieri
- Ingo Zschau - Preparatore dei portieri
- Jonathan Schaller - Preparatore atletico
- Hubert Mahler - Preparatore atletico
- Lena Zahn - Preparatore atletico